# George Anson (admirał)
George Anson, pierwszy Baron Anson (ur. 23 kwietnia 1697, zm. 1762) – angielski admirał, baron.
W latach 1740–1744 dowodził eskadrą czterech galeonów, korwety i trzech pinas. Grupa ta miała atakować hiszpańskie okręty w pobliżu wybrzeża Ameryki Południowej oraz zdobyć Przesmyk Panamski. Od strony Morza Karaibskiego na przesmyk miał uderzyć admirał Edward Vernon. Okręty Ansona nie dopłynęły do celu. Dwa galeony i pinasa zatonęły w pobliżu przylądka Horn, zaś kolejna pinasa u wybrzeży Chile. Za ocalałymi galeonami w pościg wyruszyła cała hiszpańska eskadra. Okręt flagowy Centurion został skierowany ku wyspom Juan Fernandez. Tam też dopłynęły pozostałe okręty. 19 września 1741 roku Anson rozpoczął działania zaczepne, zdobywając kilka pryzów, a 19 listopada zdobył i ograbił założone przez Francisca Pizarra miasto Paita. 3 grudnia zawitał na wyspę Coriba u wybrzeży Panamy. Bez wsparcia admirała Vernona, który poniósł klęską w bitwie o Cartagena de Indias, nie mógł zrealizować pierwotnego planu, dlatego też postanowił zdobyć hiszpański galeon z floty manilskiej. Po wielomiesięcznym oczekiwaniu na galeon, w maju 1742 roku Anson popłynął na Filipiny, by tam czekać na hiszpański okręt. W sierpniu 15 dnia wziął na pokład załogę z tonącego Gloucestera. Dopłynąwszy do Wysp Mariańskich 20 czerwca okręt admirała zdobył 36 działowy hiszpański galeon Nostra Signora de Covadonga wraz z ładunkiem srebra o wartości 400.000 ówczesnych funtów. 14 lipca jako pierwszy angielski okręt George Anson zawinął do Kantonu, gdzie podczas postoju załoga statku uratowała miasto podczas pożaru.
W 1751 roku George Anson otrzymał awans na Pierwszego Lorda Admiralicji. Za swojej służby Anson przyczynił się do zreformowania marynarki brytyjskiej, wprowadził jednolite mundury, nową klasyfikację okrętów, nowy regulamin służby okrętowej oraz zorganizował stały korpus piechoty morskiej.
Przebieg swojej służby opisał w pamiętnikach. W 1962 roku z języka angielskiego pamiętniki Ryszarda Waltera, kapelana Centuriona, przetłumaczył Marian L. Pisarek i zostały wydane pod tytułem Wyprawa Lorda Ansona